# Tour Odéon
Tour Odéon är en dubbelskyskrapa som ligger på Avenue de l'Annonciade i distriktet La Rousse/Saint-Roman i Monaco. Den är den högsta byggnaden inom furstendömet med 170 meter och 49 våningar. Skyskrapan är ritad av arkitekten Alexandre Giraldi och innefattar bland annat bostäder och kontor.
I slutet av 1980-talet beslutade den dåvarande regerande fursten Rainier III av Monaco att införa ett förbud mot att bygga skyskrapor inom furstendömet efter kritiker ansåg att det skulle störa den estetiska arkitekturen. 2008 upphävde den regerande fursten Albert II av Monaco förbudet trots protester från allmänheten i Monaco och Frankrike. Konstruktionen av Tour Odéon påbörjades året efter och stod färdig 2015 för inflyttning, byggkostnaden landade på €700 miljoner. Den 11 oktober 2016 rapporterade den amerikanska ekonomitidskriften Forbes att takvåningen, som innefattar fem våningar på totalt 2 926 kvadratmeter, var världens dyraste bostad med en prislapp på $335 miljoner.